# Klass A 1968/69
Die Saison 1968/69 war die 23. Spielzeit der Klass A als höchste sowjetische Eishockeyspielklasse. Den sowjetischen Meistertitel sicherte sich zum insgesamt dritten Mal Spartak Moskau.

## Modus
Die zwölf Mannschaften der Klass A spielten zunächst in einer gemeinsamen Hauptrunde in Hin- und Rückspiel gegen jeden Gegner, wodurch die Gesamtzahl der Spiele pro Mannschaft 22 betrug. Anschließend spielten die besten sechs Mannschaften in einer Finalrunde je sechs Mal gegen jeden Gegner (insgesamt 30 Spiele pro Mannschaft), wobei die punktbeste Mannschaft der Finalrunde Meister wurde. Die Mannschaften, die in der Hauptrunde die Plätze sieben bis zwölf belegt hatten, stiegen in den Spielbetrieb der zweiten Liga ein, in der sie alle die erneute Qualifikation für die sowjetische Meisterschaft zur nächsten Saison erreichten. Für einen Sieg erhielt jede Mannschaft zwei Punkte, bei einem Unentschieden gab es einen Punkt und bei einer Niederlage null Punkte.

## Hauptrunde
|     | Klub                    | Sp | S  | U | N  | T   | GT  | Punkte |
| --- | ----------------------- | -- | -- | - | -- | --- | --- | ------ |
| 1.  | ZSKA Moskau             | 22 | 18 | 1 | 3  | 142 | 57  | 37     |
| 2.  | Spartak Moskau          | 22 | 16 | 3 | 3  | 112 | 66  | 35     |
| 3.  | Chimik Woskressensk     | 22 | 13 | 1 | 8  | 63  | 48  | 27     |
| 4.  | Awtomobilist Swerdlowsk | 22 | 11 | 3 | 8  | 93  | 70  | 25     |
| 5.  | Dynamo Moskau           | 22 | 9  | 5 | 8  | 90  | 70  | 23     |
| 6.  | Krylja Sowetow Moskau   | 22 | 10 | 3 | 9  | 82  | 83  | 23     |
| 7.  | Lokomotive Moskau       | 22 | 10 | 2 | 10 | 73  | 79  | 22     |
| 8.  | SKA Leningrad           | 22 | 9  | 3 | 10 | 69  | 85  | 21     |
| 9.  | Torpedo Gorki           | 22 | 9  | 2 | 11 | 63  | 74  | 20     |
| 10. | Dynamo Kiew             | 22 | 7  | 2 | 13 | 74  | 104 | 16     |
| 11. | Traktor Tscheljabinsk   | 22 | 4  | 0 | 18 | 48  | 116 | 8      |
| 12. | Sibir Nowosibirsk       | 22 | 2  | 3 | 17 | 46  | 103 | 7      |

Sp = Spiele, S = Siege, U = unentschieden, N = Niederlagen, OTS = Overtime-Siege, OTN = Overtime-Niederlage, SOS = Penalty-Siege, SON = Penalty-Niederlage

## Finalrunde
|    | Klub                    | Sp | S  | U | N  | T   | GT  | Punkte |
| -- | ----------------------- | -- | -- | - | -- | --- | --- | ------ |
| 1. | Spartak Moskau          | 30 | 23 | 2 | 5  | 150 | 91  | 48     |
| 2. | ZSKA Moskau             | 30 | 22 | 1 | 7  | 171 | 79  | 45     |
| 3. | Dynamo Moskau           | 30 | 16 | 3 | 11 | 118 | 109 | 35     |
| 4. | Chimik Woskressensk     | 30 | 11 | 0 | 19 | 87  | 110 | 22     |
| 5. | Awtomobilist Swerdlowsk | 30 | 9  | 2 | 19 | 99  | 144 | 20     |
| 6. | Krylja Sowetow Moskau   | 30 | 3  | 4 | 23 | 89  | 181 | 10     |

Sp = Spiele, S = Siege, U = unentschieden, N = Niederlagen, OTS = Overtime-Siege, OTN = Overtime-Niederlage, SOS = Penalty-Siege, SON = Penalty-Niederlage

## Beste Torschützen
| Spieler                  | Mannschaft              | Tore |
| ------------------------ | ----------------------- | ---- |
| Alexander Jakuschew      | Spartak Moskau          | 50   |
| Wjatscheslaw Starschinow | Spartak Moskau          | 40   |
| Waleri Charlamow         | ZSKA Moskau             | 37   |
| Boris Michailow          | ZSKA Moskau             | 36   |
| Anatoli Firsow           | ZSKA Moskau             | 28   |
| Wladimir Petrow          | ZSKA Moskau             | 27   |
| Waleri Tschekalkin       | Awtomobilist Swerdlowsk | 27   |
| Alexander Malzew         | Dynamo Moskau           | 26   |
| Wladimir Rasko           | Krylja Sowetow Moskau   | 26   |
| Wladimir Jursinow        | Dynamo Moskau           | 24   |

## Sowjetischer Meister
| Meister Spartak Moskau | Torhüter: Wiktor Singer Verteidiger: Dmitri Kitajew, Waleri Kusmin, Igor Lapin, Alexei Makarow, Wladimir Merinow, Wladimir Migunko, Jewgeni Paladjew Angreifer: Juri Borissow, Waleri Fomenkow, Alexander Jakuschew, Wiktor Jaroslawzew, Gennadi Krylow, Boris Majorow, Alexander Martynjuk, Wladimir Schadrin, Anatoli Sewidow, Jewgeni Simin, Wjatscheslaw Starschinow Cheftrainer: Nikolai Karpow |